# Grand Prix Francie 1979
Grand Prix Francie 1979 (oficiálně 65eme Grand Prix de France) se jela na okruhu Dijon-Prenois v Dijon ve Francii dne 1. července 1979. Závod byl osmým v pořadí v sezóně 1979 šampionátu Formule 1.

## Závod
| Poř.   | No. | Jezdec                | Konstruktér        | Počet kol | Čas/Odstoupení      | Pořadí na startu | Body |
| ------ | --- | --------------------- | ------------------ | --------- | ------------------- | ---------------- | ---- |
| 1      | 15  | Jean-Pierre Jabouille | Renault            | 80        | 1:35:20.42          | 1                | 9    |
| 2      | 12  | Gilles Villeneuve     | Ferrari            | 80        | + 14.59             | 3                | 6    |
| 3      | 16  | René Arnoux           | Renault            | 80        | + 14.83             | 2                | 4    |
| 4      | 27  | Alan Jones            | Williams-Ford      | 80        | + 36.61             | 7                | 3    |
| 5      | 4   | Jean-Pierre Jarier    | Tyrrell-Ford       | 80        | + 1:04.51           | 10               | 2    |
| 6      | 28  | Clay Regazzoni        | Williams-Ford      | 80        | + 1:05.51           | 9                | 1    |
| 7      | 11  | Jody Scheckter        | Ferrari            | 79        | + 1 kolo            | 5                |      |
| 8      | 26  | Jacques Laffite       | Ligier-Ford        | 79        | + 1 kolo            | 8                |      |
| 9      | 20  | Keke Rosberg          | Wolf-Ford          | 79        | + 1 kolo            | 16               |      |
| 10     | 8   | Patrick Tambay        | McLaren-Ford       | 78        | + 2 kola            | 20               |      |
| 11     | 7   | John Watson           | McLaren-Ford       | 78        | + 2 kola            | 15               |      |
| 12     | 31  | Héctor Rebaque        | Lotus-Ford         | 78        | + 2 kola            | 23               |      |
| 13     | 2   | Carlos Reutemann      | Lotus-Ford         | 77        | + 3 kola            | 13               |      |
| 14     | 29  | Riccardo Patrese      | Arrows-Ford        | 77        | + 3 kola            | 19               |      |
| 15     | 30  | Jochen Mass           | Arrows-Ford        | 75        | + 5 kola            | 22               |      |
| 16     | 18  | Elio de Angelis       | Shadow-Ford        | 75        | + 5 kol             | 24               |      |
| 17     | 35  | Bruno Giacomelli      | Alfa Romeo         | 75        | + 5 kol             | 17               |      |
| 18     | 17  | Jan Lammers           | Shadow-Ford        | 73        | + 7 kol             | 21               |      |
| Ret    | 3   | Didier Pironi         | Tyrrell-Ford       | 71        | Zavěšení            | 11               |      |
| Ret    | 14  | Emerson Fittipaldi    | Fittipaldi-Ford    | 53        | Motor               | 18               |      |
| Ret    | 6   | Nelson Piquet         | Brabham-Alfa Romeo | 52        | Nehoda              | 4                |      |
| Ret    | 1   | Mario Andretti        | Lotus-Ford         | 51        | Brzdy               | 12               |      |
| Ret    | 25  | Jacky Ickx            | Ligier-Ford        | 45        | Motor               | 14               |      |
| Ret    | 5   | Niki Lauda            | Brabham-Alfa Romeo | 23        | Smyk                | 6                |      |
| DNS    | 9   | Hans-Joachim Stuck    | ATS-Ford           |           | Spor v pneumatikách |                  |      |
| DNQ    | 22  | Patrick Gaillard      | Ensign-Ford        |           |                     |                  |      |
| DNQ    | 24  | Arturo Merzario       | Merzario-Ford      |           |                     |                  |      |
| Zdroj: |     |                       |                    |           |                     |                  |      |

## Průběžné pořadí po závodě
Pohár jezdců
| Pořadí | Jezdec            | Body    |
| ------ | ----------------- | ------- |
| 1      | Jody Scheckter    | 30 (34) |
| 2      | Gilles Villeneuve | 26      |
| 3      | Jacques Laffite   | 24      |
| 4      | Patrick Depailler | 20 (22) |
| 5      | Carlos Reutemann  | 20 (25) |
| Zdroj: |                   |         |

Pohár konstruktérů
| Pořadí | Konstruktér   | Body |
| ------ | ------------- | ---- |
| 1      | Ferrari       | 60   |
| 2      | Ligier-Ford   | 46   |
| 3      | Lotus-Ford    | 37   |
| 4      | Tyrrell-Ford  | 17   |
| 5      | Williams-Ford | 14   |
| Zdroj: |               |      |